# Église Saint-Martin de Montigny
L'église Saint-Martin est une église catholique située à Maignelay-Montigny, en France. Elle est affiliée à la paroisse Saint-Martin du Plateau Picard.

## Localisation
L'église est située dans le département français de l'Oise, sur la commune de Maignelay-Montigny.

## Historique
L'édifice est classé au titre des monuments historiques par arrêté du 15 août 1919.

## Galerie

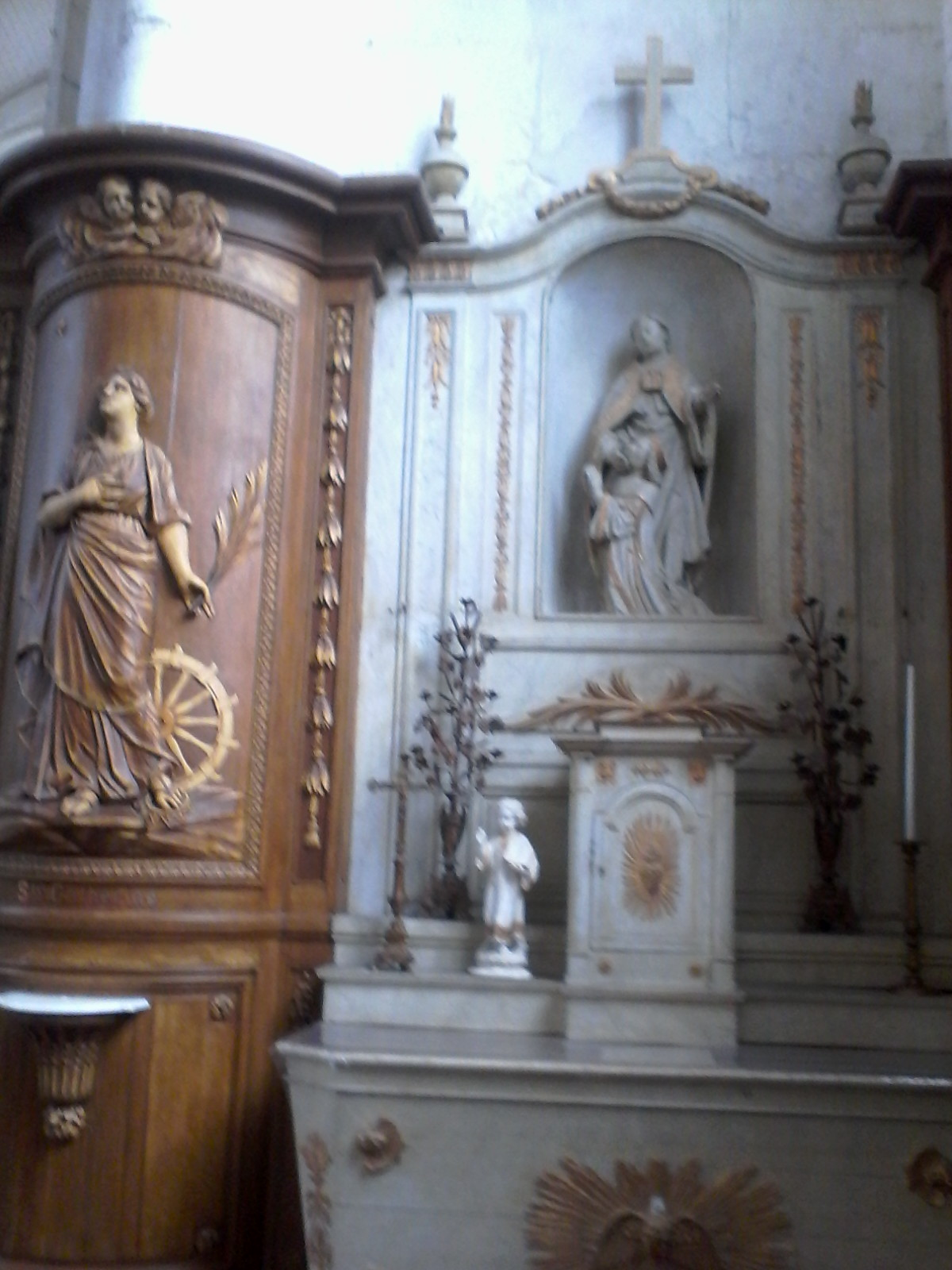
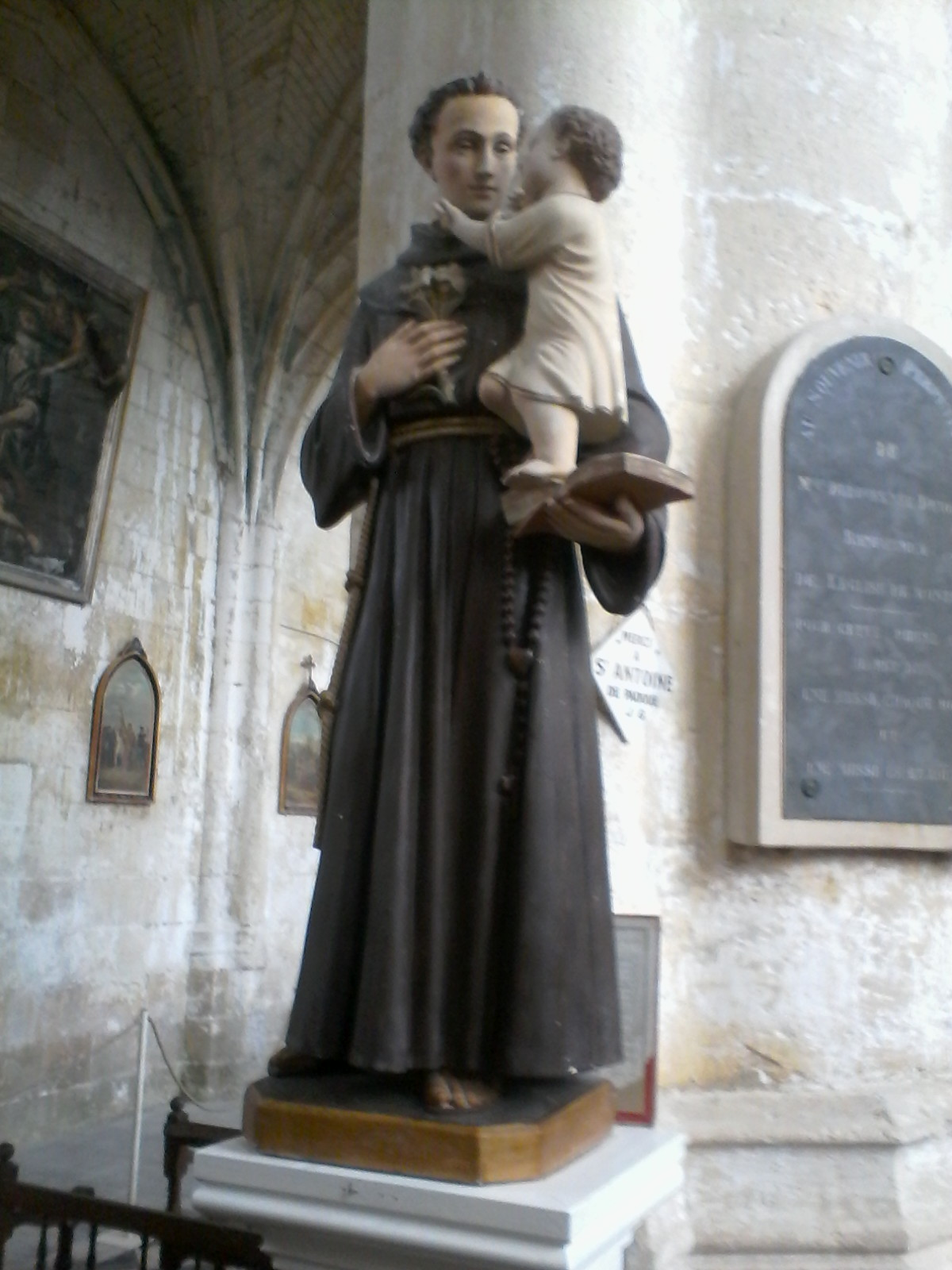
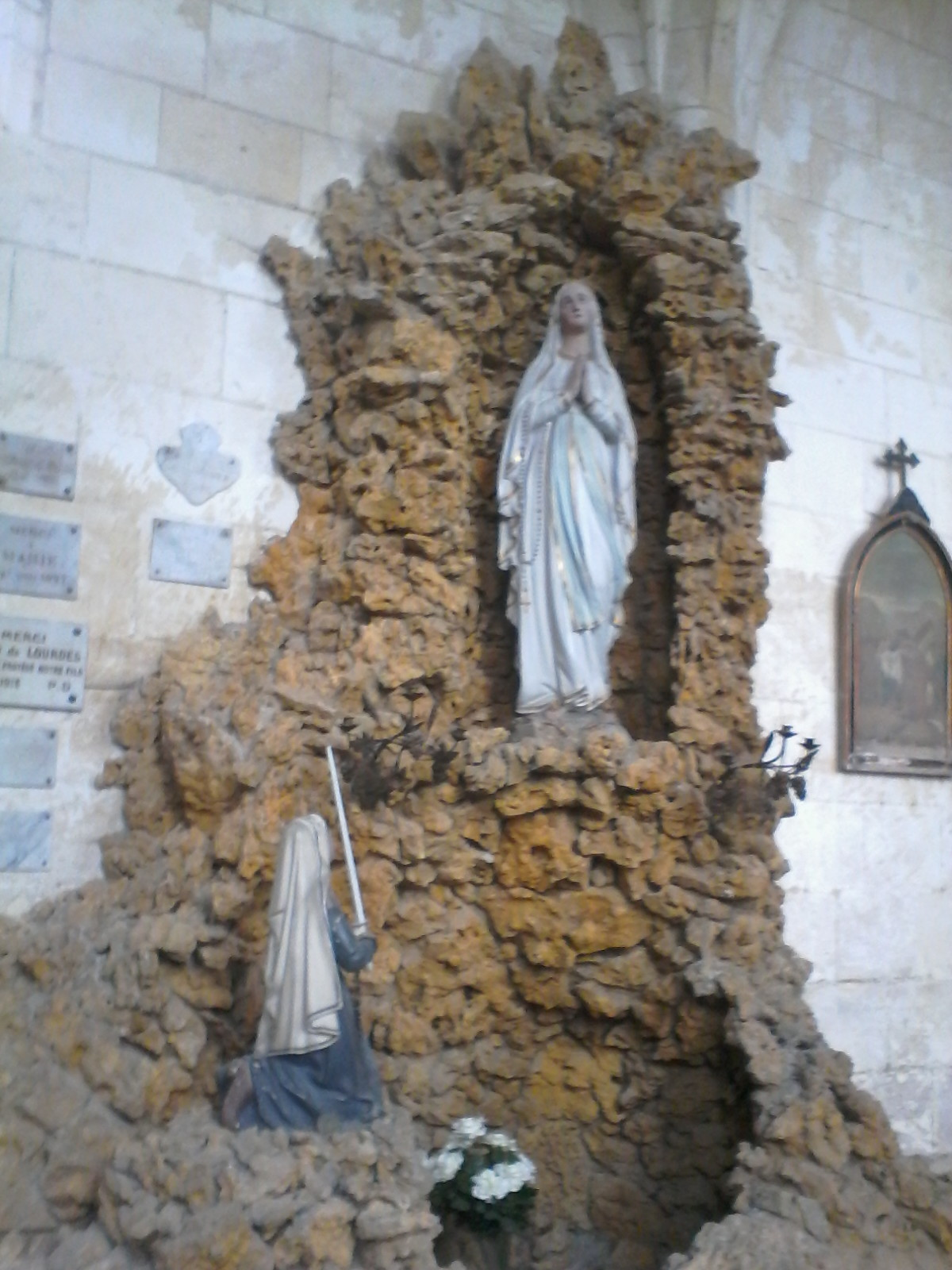
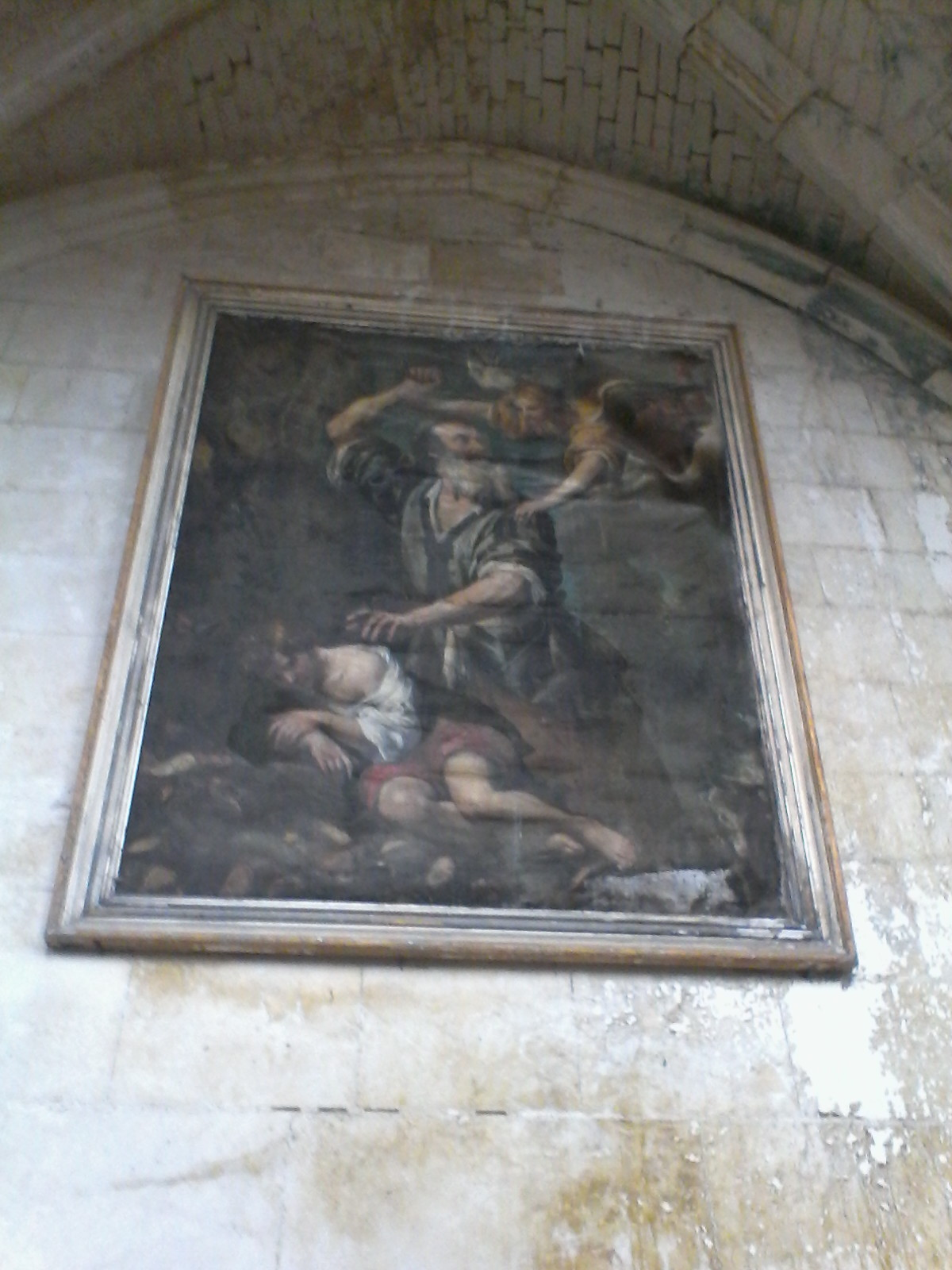
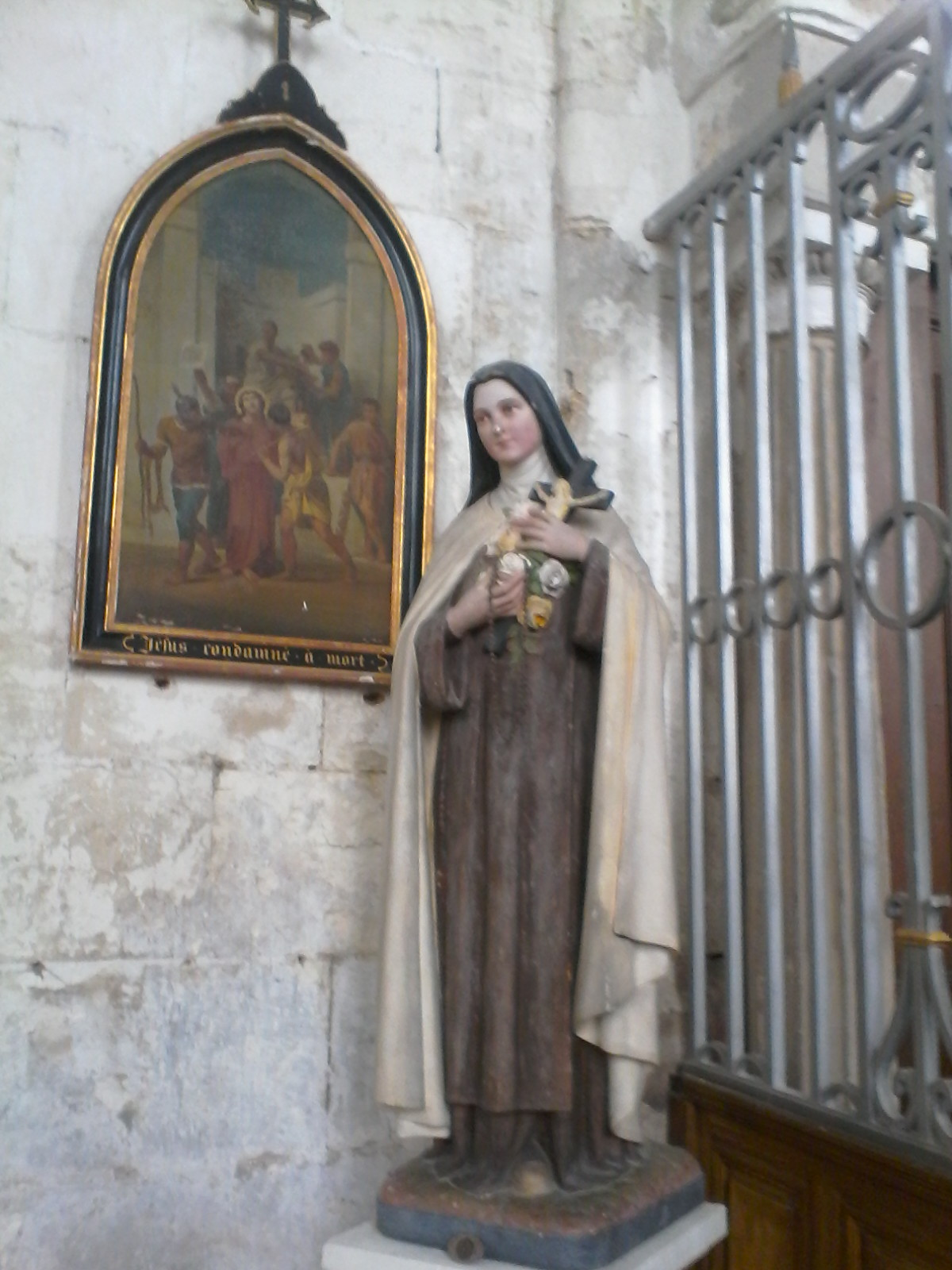
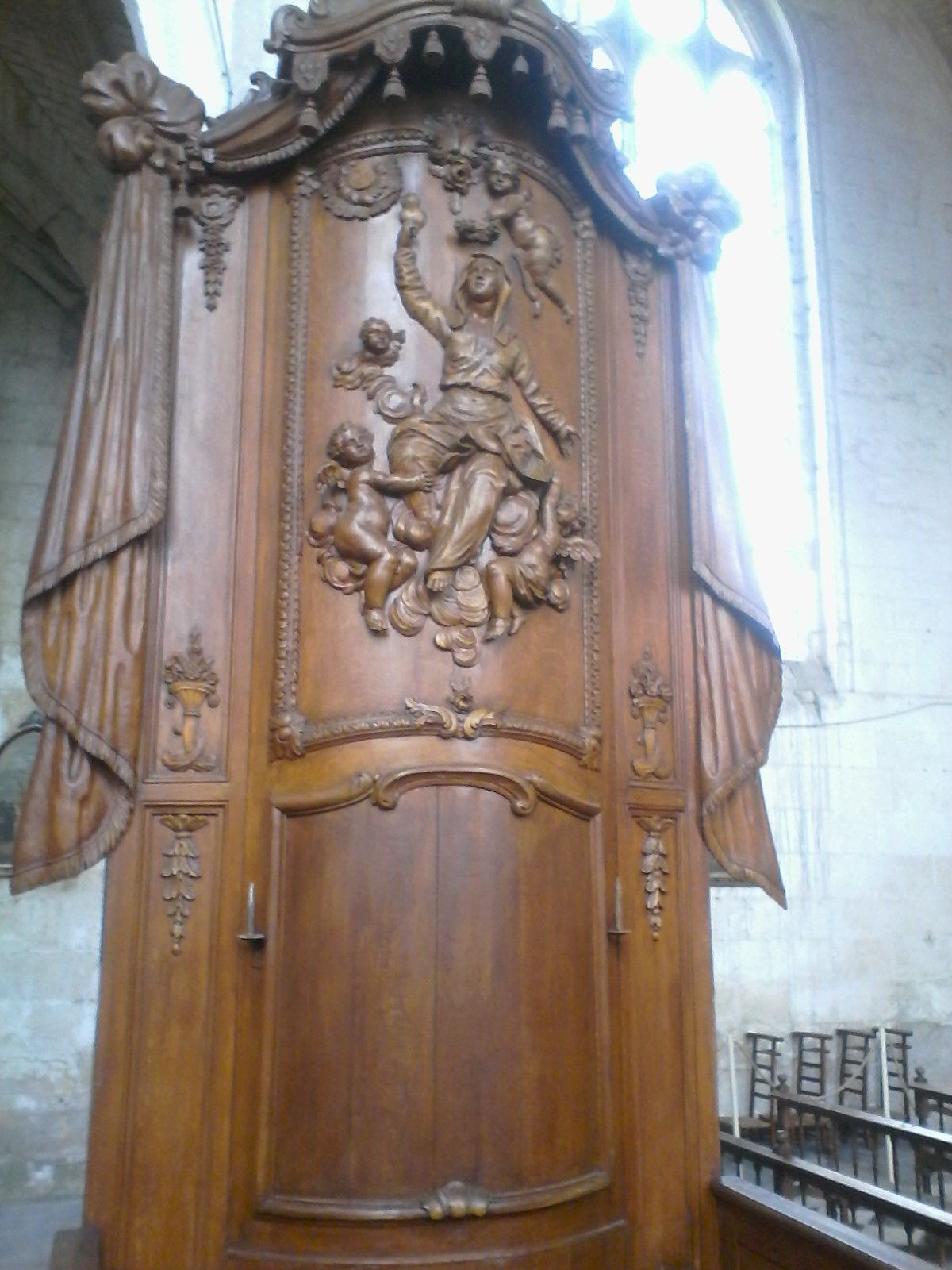
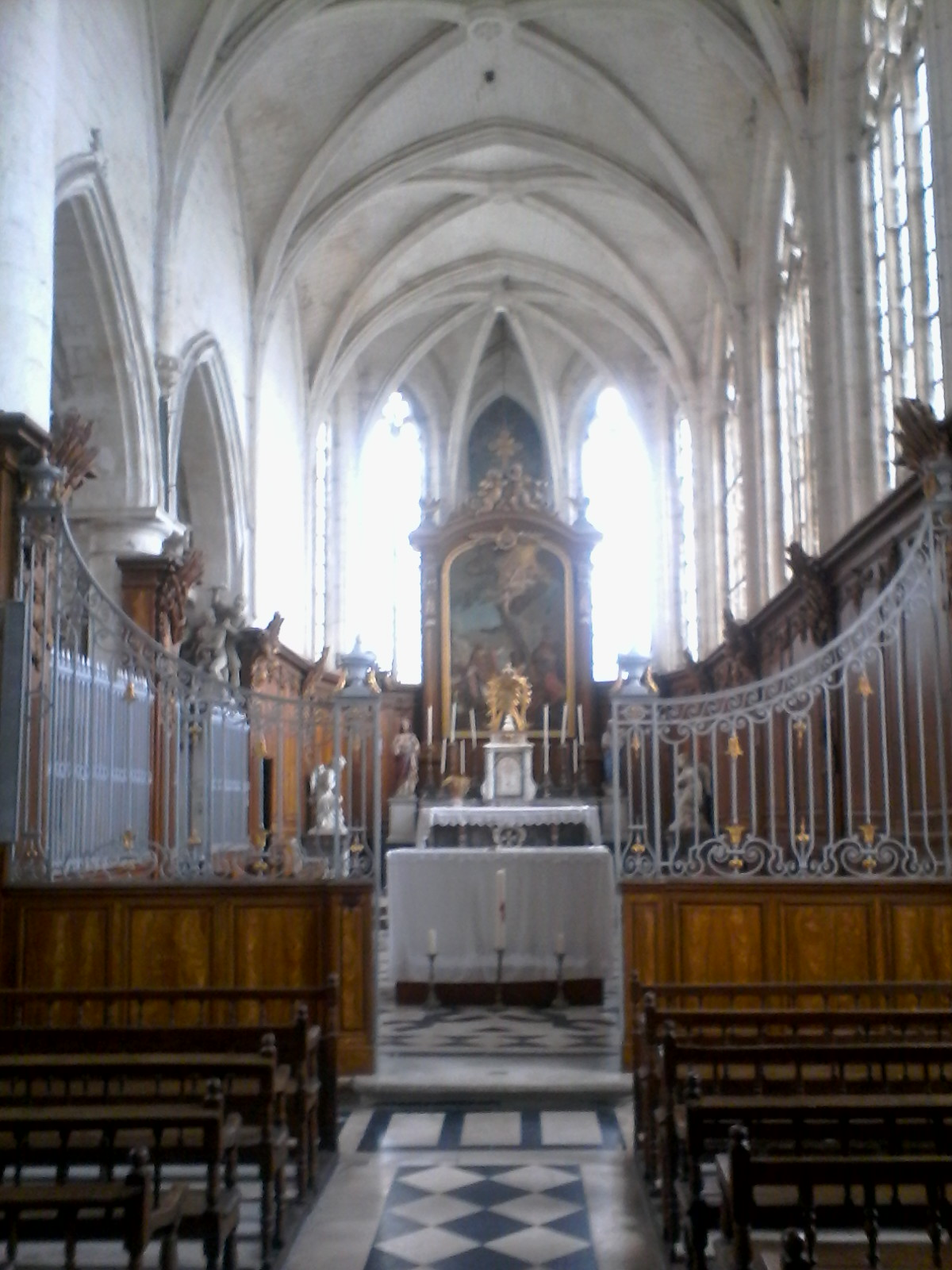